# Władcy Andros
Władcy Andros – feudalni władcy wyspy Andros, państwa powstałego po IV wyprawie krzyżowej. 

## Historia
Andros to największa wyspa na terenie archipelagu Cyklad na centralnym Morzu Egejskim. Podobnie jak inne wyspy Morza Egejskiego, ucierpiała z powodu ataków arabskich. W okresie Komnenów wyspa rozwijała się dzięki produkcji jedwabiu, eksporcie tkanin aksamitnych oraz ekskluzywnych do Europy Zachodniej. Po IV wyprawie krzyżowej Andros została podbita około 1207 roku przez Marino Dandolo, który utworzył tam państwo zależne od Republiki Weneckiej. Wyspa Andros była jednak formalnie w zależności lennej od Księstwa Naksos. Prawdopodobnie około 1239 roku Dandolo został wydalony z wyspy przez Geremia Ghisi. Dandolo wkrótce zmarł i w imieniu jego praw do wyspy wniesiono sprawę przeciwko Ghisi przez wdowę Felisie i siostrę Dandolo - Marię. Sąd wenecki co prawda w sierpniu 1243 nakazał braciom Ghisi zrezygnować z Androsu, ale wyrok nie wszedł w życie. Po śmierci Geremia Ghisi Angelo Sanudo z Naksos został panem wyspy. Z kolei książę Marco II Sanudo włączył całą wyspę do domeny książęcej Naksos. Spory z wdową Felissą i jej drugim mężem Querini zostały uregulowane poprzez mediację Niccolò Giustinieniego (odszkodowanie pieniężne). Od tego czasu książęta Sanudo zwali się "Panami księstwa Naksos i Andros". Z czasem wybrali nawet zamek Andros jako ich główną siedzibę. Wyspa podobnie jak inne Cyklady, była atakowana przez pirata Rogera de Llurię. W grudniu 1371 wyspa została przyznana Marii Sanudo, siostrze ostatniego zamordowanego księcia z dynastii Sanudo - Mikołaja III. Francesco I Crispo, nowy władca Naksos nadal wyspę zdolnemu dyplomacie Pietro Zeno. Zeno uniknął ataków osmańskich, ale został zmuszony złożyć hołd sułtanowi. Andros była zmuszona złożyć hołd Turkom i zapewnić bezpieczną przystań i schronienie dla osmańskich okrętów. W 1416 wyspa została jednak najechana i prawie cała jej ludność została uprowadzona w niewolę. W tym samym czasie wyspa została również najechana przez Arwanitów, którzy z atakując z Eubei osiedlili się północnej części. W 1431 po zniszczeniu przez Wenecjan Genueńskiej kolonii na Chios, Genueńczycy zajęli Andros i Naksos. Jedynie umiejętna dyplomacja książąt Naksos zdołała zapobiec całkowitej aneksji wyspy przez Genuę. W 1427 zmarł Pietro Zeno, jego następcą był syn Andrei Zeno. Po jego śmierci (1437) Wenecja przejęła bezpośrednio wyspę wysyłając tam gubernatora. Do wyspy rościło sobie prawa wiele osób. Jednym z nich był syn Marii Sanudo - Crusino I Sommaripa, władca Paros i jeden z władców Triarchi na Negroponte, który został władcą w 1440 roku. Po nim panowali jego potomkowie. 
Andros poniosła duże straty podczas wojny turecko-weneckiej w latach 1463-1479. Rządzona przez ród Sommaripa wyspa była podobnie jak Paros jedną z najbogatszych w rejonie Cyklad. Andros zostało podbite i zlikwidowane jako osobny byt polityczny przez Turków Osmańskich w 1537 roku. 

## Władcy Andros
- Marino Dandolo 1207–1239
- Geremia Ghisi 1239– po 1243
- włączenie do Księstwa Naksos
- Maria Sanudo 1372–1383
- Pietro Zeno 1384–1427
- Andrea Zeno 1427–1437
- rządy gubernatora weneckiego 1437–1440
- Crusino I Sommaripa 1440–1462
- Domenico Sommaripa 1462–1466
- Giovanni Sommaripa 1466–1468
- Crusino II Sommaripa 1468–1488
- Nicolò I Sommaripa 1503– ok. 1506
- Francesco Sommaripa 1506